# Cantón de Tardets-Sorholus
El cantón de Tardets-Sorholus era una división administrativa francesa, situada en el departamento de los Pirineos Atlánticos y la región Aquitania.

## Composición
El cantón de Tardets-Sorholus incluía 16 comunas:
- Alçay-Alçabéhéty-Sunharette
- Alos-Sibas-Abense
- Camou-Cihigue
- Etchebar
- Haux
- Lacarry-Arhan-Charritte-de-Haut
- Laguinge-Restoue
- Larrau
- Lichans-Sunhar
- Licq-Athérey
- Montory
- Ossas-Suhare
- Sainte-Engrâce
- Sauguis-Saint-Étienne
- Tardets-Sorholus
- Trois-Villes

## Supresión del cantón de Tardets-Sorholus
En aplicación del Decreto n.º 2014-248 de 25 de febrero de 2014 el cantón de Tardets-Sorholus fue suprimido el 22 de marzo de 2015 y sus dieciséis comunas pasaron a formar parte del nuevo cantón de Montaña Vasca.